# Negative hypergeometrische Verteilung
Die negative hypergeometrische Verteilung ist eine Wahrscheinlichkeitsverteilung auf einem endlichen Träger. Sie gehört zu den univariaten diskreten Wahrscheinlichkeitsverteilungen und lässt sich aus dem Urnenmodell ableiten.

## Definition
Eine Zufallsvariable {\displaystyle X} auf dem Träger {\displaystyle T=\{k,\dots ,k+N-M\}} heißt negativ hypergeometrisch verteilt, wenn sie die Wahrscheinlichkeitsfunktion
{\displaystyle f(n)={\frac {{\binom {n-1}{k-1}}\cdot {\binom {N-n}{M-k}}}{\binom {N}{M}}}={\frac {{\binom {-k}{n-k}}\cdot {\binom {k-M-1}{N-M-n+k}}}{\binom {-M-1}{N-M}}}}
hat. Dabei ist {\displaystyle k\leq M\leq N}. Man schreibt dann {\displaystyle X\sim \operatorname {NH} (N,M,k)}.

## Herleitung aus dem Urnenmodell
Die negativ hypergeometrische Verteilung entsteht elementar aus dem Urnenmodell. Betrachtet man eine Urne mit {\displaystyle N} Kugeln, von denen {\displaystyle M} markiert sind, und zieht aus dieser Urne ohne Zurücklegen, bis man {\displaystyle k} markierte Kugeln gezogen hat, so ist die Wahrscheinlichkeit, dafür {\displaystyle n} Ziehungen zu benötigen, negativ hypergeometrisch verteilt.
Denkt man sich dazu in {\displaystyle N} Ziehungen nacheinander alle Kugeln einzeln aus der Urne gezogen, dann gibt es insgesamt {\displaystyle {\tbinom {N}{M}}} Möglichkeiten, die {\displaystyle M} markierten Kugeln auf die {\displaystyle N} Ziehungen zu verteilen. Das Ereignis, dass genau im {\displaystyle n}-ten Zug die {\displaystyle k}-te markierte Kugel gezogen wird, tritt genau dann ein, wenn in den {\displaystyle n-1} Zügen davor {\displaystyle k-1} markierte Kugeln gezogen werden und in den {\displaystyle N-n} Zügen danach die restlichen {\displaystyle M-k} markierten Kugeln. Hierfür gibt es {\displaystyle {\tbinom {n-1}{k-1}}\cdot {\tbinom {N-n}{M-k}}} Möglichkeiten.

## Eigenschaften

### Erwartungswert
Der Erwartungswert ergibt sich zu
{\displaystyle \operatorname {E} (X)={\frac {k(N+1)}{M+1}}}

### Varianz
Für die Varianz erhält man
{\displaystyle \operatorname {Var} (X)={\frac {k(M+1-k)(N-M)(N+1)}{(M+1)^{2}(M+2)}}}